# Baños termales del Valle de Colina
Los baños termales del valle de Colina son manantiales termales ubicados en la Región Metropolitana de Santiago, utilizados para fines medicinales.
No deben ser confundidas con los baños de Colina, ubicados también en la cuenca del río Maipo, pero al norte de Santiago.

## Ubicación
Las termas están ubicadas a a 109 km del centro de Santiago y a 3.500 m s. n. m.

## Características
Sus aguas, con temperaturas que van desde los 25 hasta los 55 °C, son recomendadas para todo tipo de lesiones musculares, para la circulación sanguínea y la curación de zonas afectadas, para la relajación de cuerpo y mente, y contra la depresión.